# مارك بيرنت
مارك بيرنت (بالإنجليزية: Mark Burnett)‏ هو منتج تلفزيوني وكاتب سيناريو ومنتج أفلام ومخرج بريطاني، ولد في 17 يوليو 1960 في لندن في المملكة المتحدة.

## وصلات خارجية
- مارك بيرنت على موقع IMDb (الإنجليزية)
- مارك بيرنت على موقع الموسوعة البريطانية (الإنجليزية)
- مارك بيرنت على موقع ألو سيني (الفرنسية)
- مارك بيرنت على موقع أول موفي (الإنجليزية)
- مارك بيرنت على موقع بوكس أوفيس موجو (الإنجليزية)
- مارك بيرنت على موقع إن إن دي بي (الإنجليزية)
- مارك بيرنت على موقع قاعدة بيانات الفيلم (الإنجليزية)
- مارك بيرنت على موقع كينوبويسك (الروسية)